# Missael Espinoza
Missael Espinoza (ur. 12 kwietnia 1965 w Tepic) –  były meksykański piłkarz grający na pozycji pomocnika. Uczestnik Mundialu 1994 w USA.